# Jean-Jacques Guerrin
Jean-Jacques-Marie-Antoine Guerrin, né à Vesoul le 31 décembre 1793 et décédé le 19 mars 1877 à Langres, est un prêtre français qui fut évêque de Langres,.

## Biographie

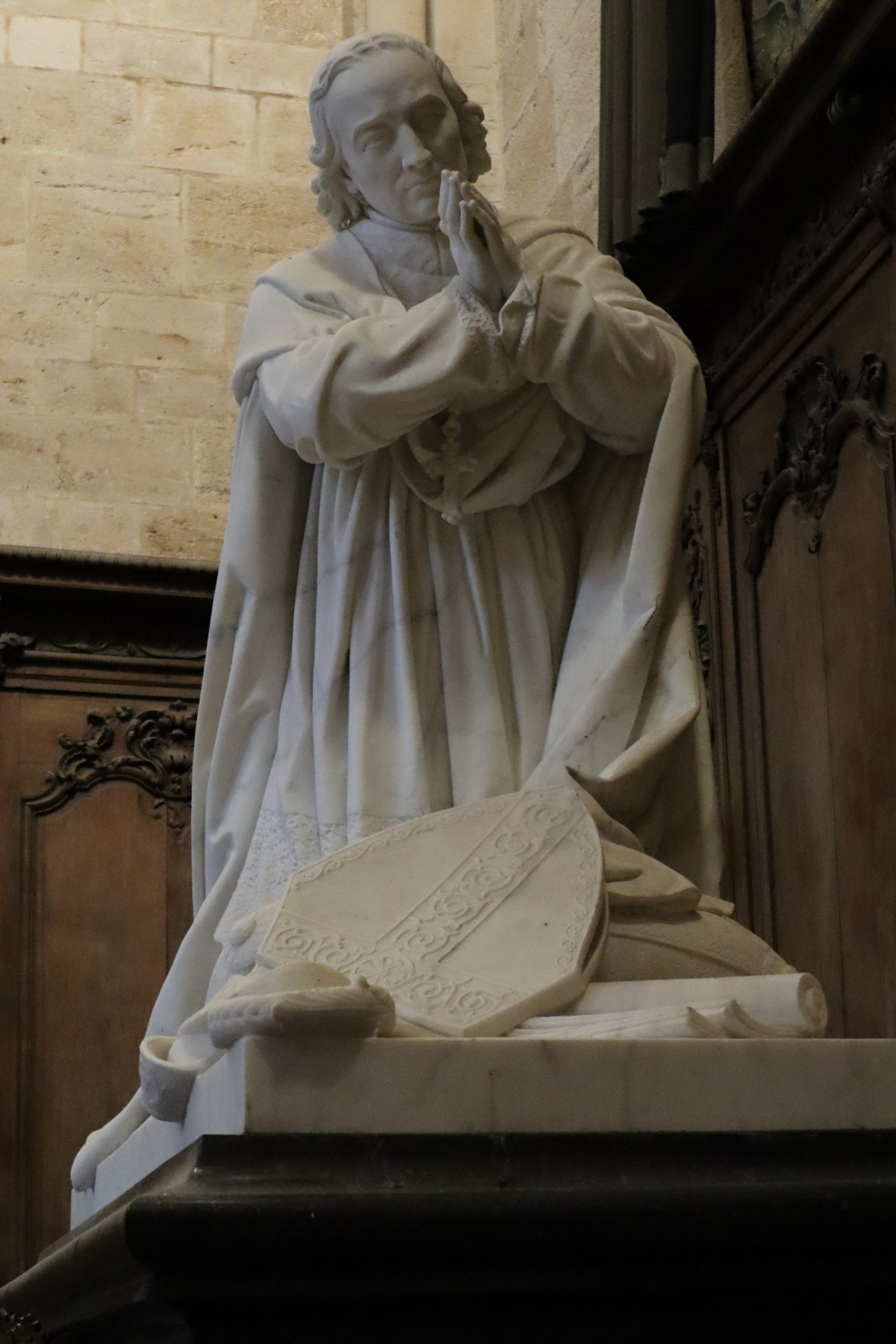
Priant de Jean-Jacques Guérin dans le croisillon nord de la cathédrale Saint-Mammès de Langres

Il naît dans une famille de robe de Vezoul. Il débute sa scolarité au collège Gérôme de Vesoul avant de se rendre au Grand Séminaire de Besançon. Ul ne peut devenir jésuite, son père l'en empêchant et est ordonné prêtre à Besançon. Il enseigne à Vezoul puis Luxeuil. Entre 1838 et 1851, il est vicaire général agréé à Besançon. Il est nommé évêque de Langres le 15 octobre 1851, confirmé le 15 mars 1852, et consacré le 23 mai suivant,. Il participe au concile de Vatican I. 
Il participe au retour des Dominicains à Langres. 
Son oraison funèbre est prononcée par Mgr Louis Besson. Il est enterré en la cathédrale Saint-Mammès de Langres où ses diocésains lui ont érigé un priant dans le croisillon septentrional.
Il est de la famille de Jean-Charles Guerrin et de Léon-Marie Guerrin.

## Distinction
- Chevalier de la Légion d'honneur (12 aout 1864)[7]

## Armes
D'azur à l'ange gardien d'argent, joignant les mains.